# Edith Schiller
Edith Schiller (* 19. Februar 1934; † 28. Juni 2020) war eine deutsche Leichtathletin, die – für die Bundesrepublik Deutschland startend – in der zweiten Hälfte der 1950er Jahre als 800-Meter-Läuferin in Erscheinung trat.
Sie startete bis 1954 für Grün-Weiß Paderborn, danach bis 1960 für den ASV Köln und wechselte dann zum PSV Köln. 
Edith Schillers größte Erfolge waren der Titelgewinn bei den Deutschen Meisterschaften über 800 Meter im Jahre 1955, außerdem wurde sie über ihre Spezialstrecke viermal in Folge Dritte (1956, 1957, 1958 und 1959) und 1961 Vizemeisterin. Im Crosslauf wurde sie dreimal Deutsche Meisterin (1957, 1959 und 1961), zweimal Vizemeisterin (1958, 1962), einmal Dritte (1960) und gewann zweimal die Mannschaftswertung mit dem ASV Köln (1958, 1959).
Im Jahr 1958 nahm sie zusammen mit Ariane Döser an den Europameisterschaften in Stockholm teil. Beide Athletinnen erreichten den Endlauf. Ariane Döser kam in 2:08,2 min auf Platz vier und Edith Schiller in 2:10,2 min auf Platz sechs. 
1959 wurde sie Deutsche Hallenmeisterin über 800 m. 
Im gleichen Jahr nahm sie an der Universiade in Turin teil, wo sie in 2:11,3 min hinter der mit zwei Zehnteln Vorsprung siegreichen Französin Nicole Gouilleux die Silbermedaille gewann. Zwei Jahre später belegte sie bei der Universiade in Sofia den vierten Platz in 2:14,2 min.